# Tirà becplaner del Pacífic
El tirà becplaner del Pacífic (Rhynchocyclus pacificus) és un ocell de la família dels tirànids (Tyrannidae).

## Hàbitat i distribució
Habita boscos, clars, pantans i boscos oberts, localment a les terres baixes de l'oest de Colòmbia i nord-oest de l'Equador.